# 傑弗里·克魯格
杰弗裡·克鲁格（英語：Jeffrey Kluger，1954年5月21日—）是《時代》杂志的资深作家，撰写了九本关于各种主题的书；如《隔壁的自恋者》（2004年）、《辉煌的解决方案：乔纳斯·索克与小儿麻痹症的征服》（2005年）、《兄弟姐妹效应》（2011年）和《失落的月亮：阿波罗13号的危险航行》（1994年）。其中《失落的月亮》是罗恩·霍华德电影《阿波罗13号》 (1995年) 的改編對象。

## 早期生活和教育
克鲁格就读于马里兰州巴尔的摩西北郊区皮克斯维尔的皮克斯维尔高中。他就读于马里兰州立大学，并于1976年获得政治学文学士学位，并于1979年在巴尔的摩大学法学院获得法学博士学位。他是一名有执照的律师，被宾夕法尼亚州的州律师协会录取。

## 职业
1992年6月至 1996年9月，克鲁格是一名发现 (杂志)的工作人员，是幽默专栏“光元素”的主笔。他还曾担任过 "纽约时报"、"商业世界杂志"、"家庭" 杂志 "和"科学文摘"的作家和编辑。
克鲁格于1996年开始他的工作与“时代杂志”专门研究科学新闻报道。他于1998年被任命为资深作家。在《时间的任期》内， 克鲁格写了一篇关于火星探路者着陆和 2003年哥伦比亚号航天飞机灾难。他是40多个封面故事的作者或合著者，其中包括《时代的》报道2013年俄克拉荷马龙卷风,2011年日本東北地方太平洋近海地震，根除脊髓灰质炎的战斗 (2011年) 和发展中的早产儿护理科学 (2014年)。
克鲁格曾在纽约大学任教。

## 奖项和荣誉
2001年，美国海外新闻俱乐部授予克鲁格和michael lemonick惠特曼·巴斯托“关于国际环境问题的最佳报道”奖，以表彰他们在全球变暖方面的工作。

## 已出版的作品
克鲁格写了许多书，最引人注目的是《失落的月亮失落的月亮：阿波罗13号的危险航行》 (1994年10月)，与吉姆·洛维尔合著。而《失落的月亮》則成为罗恩·霍华德电影的基础《阿波罗13號》（1995年），由汤姆·汉克斯主演。克鲁格后来将担任电影《阿波罗1 3号：IMAX体验》的技术顾问，并出现在电影中。

## 引用
1. ↑  "Good humor - Light Elements columnist Jeff Kluger is leaving Discover magazine"[永久], editorial byPaul Hoffman, Discover, September 1996. Online atFindarticles.com, retrieved June 4，2008.

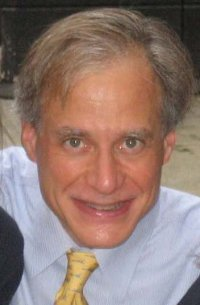
杰弗裡·克鲁格

2. ↑  "Jeffrey Kluger" （页面存档备份，存于），speaker profile, 時代雜誌. Retrieved July 7, 2009.
3. ↑  . 2001  [2019-02-07]. （原始内容存档于2016-04-03）. |journal=被忽略 (帮助)